# حركة كتالة
حركة كتالة هي تجمع عدد من النشطاء النوبيين للدفاع عن الهوية النوبية، أعلن عن تشكيلها في ديسمبر 2012، وهي تهدف للدفاع عن تاريخ النوبة . وقامت مؤخرا بالوقوف ضد الحكم اليساري الذي يستهدف ارضها وانسانها خاصة بعد توقيعهم شراكة مع مليشيا التمرد ( الدعم السريع ) وتصريحاتهم ضد بلاد النوبة 

## انتقادات وتعقيبات
اعلنت الناشطة النوبية منال الطيبي رفضها لوجود جماعات مسلحة للدفاع عن القضية النوبية، وان الناشطين النوبيون يعملون لتحقيق مطالب مصر كلها واعلنت رفضها لفكرة انفصال النوبة  ، وقال منير بشير رئيس الجمعية المصرية النوبية للمحامين ان هذه الحركة لا تمثل الموقف الرسمي لأهالي النوبة، فهم بطبعهم سلميين ويرفضون العنف  ، وصف اللواء حسام سويلم والدكتور رفعت سيد أحمد ظهور هذه الحركة بوجود مخططات اجنبية لتقسيم مصر   ، وفي 14 يناير 2013 قامت جهة غير معلومة باختطاف أسامة فاروق أحد مسؤلي حركة كتالة لمدة ساعات.
في أعقاب أحداث الثلاثين من يونيو 2013 في مصر، اختفت حركة كتالة تدريجياً من الساحة، ولم يعد يصدر عن الحركة أية بيانات أو يظهر متحدثوها عبر وسائل الإعلام، إلى أن انتهى وجود الحركة على أرض الواقع في منشئها بمحافظة أسوان جنوبي مصر.

## تسجيلات فيديو
- العاشرة مساء رئيس حركة كتالة يوضح سبب اختفائه على يوتيوب
- حركة كتالة:هدفنا مقاومة إهانات الإخوان للنوبيين على يوتيوب
- سيف اليزل وحديث مطول عن النوبة وحركة كتالة المسلحة التي أنشئت لمواجهة الأخوان على يوتيوب
- العاشرة مساءً مؤسس حركة كتالة يتهم الفرقة 95 إخوان بإختطاف أسامة فاروق على يوتيوب
- حركة كتالة النوبية الاخوان عدونا الحقيقي وليس مصر على يوتيوب
- النوبيين يعلنون تكوين حركة كتالة للدفاع عن النوبيين على يوتيوب
- العاشرة مساء جدل حول حركة كتالة النوبية الإنفصالية على يوتيوب

## روابط خارجية
- الطيبى: حركة «كتالة» صناعة أمنية ، الوفد في 14 يناير 2013
- «المصريون» تكشف حقيقة مؤسس حركة «كتالة» النوبية ، المصريون في 15 يناير 2013
- بلاغ للنائب العام ضد حركة «كتالة النوبية» يطالب بضبط زعيم الحركة المقيم في السعودية ، الأهرام في 13 يناير 2013
- اختفاء رئيس حركة «كتالة» النوبية في سيارة سوداء بجامعة الدول ، اليوم السابع في 13 يناير 2013
- الرئيس التنفيذى لحركة «كتالة» النوبية: لدينا ما يكفى من السلاح ولن نستخدمه إلا في الضرورة.. وهدف الحركة الدفاع عن الهوية النوبية.. ولم ندعو للانفصال وسنشارك في مظاهرات 25 يناير لإسقاط حكم المرشد ، اليوم السابع في 13 يناير 2013
- «كتالة»: منال الطيبى أضاعت حقوق النوبة بالدستور، اليوم السابع في 14 يناير 2013
- «كتالة النوبية» تطالب «الوطنى للدفاع عن الحريات» بإثبات تهمة ضد الحركة، اليوم السابع في 14 يناير 2013
- أنباء عن إصدار النائب العام قراراً بتتبع قيادات «كتالة» الانفصالية، اليوم السابع في 14 يناير 2013
- النوبة.. هل تكون جنوب السودان؟ ، الوفد في 15 يناير 2013